# Кавенаго ди Брианца
Кавена̀го ди Бриа̀нца (на италиански: Cavenago di Brianza, на западноломбардски: Cavenàch, Кавенак) е градче и община в Северна Италия, провинция Монца и Брианца, регион Ломбардия. Разположено е на 176 m надморска височина. Населението на общината е 6924 души (към 2010 г.).
До 2004 г. общината е част от провинция Милано.